# Безенгі (село)
Безенгі (рос. Безенги) — село у Черецькому районі Кабардино-Балкарії Російської Федерації.
Орган місцевого самоврядування — сільське поселення Безенгі. Населення становить 1006 осіб.

## Історія
Згідно із законом від 27 лютого 2005 року органом місцевого самоврядування є сільське поселення Безенгі.

## Населення
| 2002  | 2010  | 2012  | 2013  | 2014  | 2015  | 2016  |
| ----- | ----- | ----- | ----- | ----- | ----- | ----- |
| 1000  | ↗1006 | ↘998  | ↗1009 | ↗1012 | ↗1028 | ↘1027 |
| 2017  | 2018  | 2019  | 2020  |       |       |       |
| ↗1038 | ↗1043 | ↗1053 | →1053 |       |       |       |